# San Gillio
San Gillio (piemonti nyelven San Gili )  község Olaszországban, Torino megyében.

## Elhelyezkedése

San Gillio község Torino megye térképén

Torinótól északnyugatra fekszik, a Casternone folyó mentén. Szomszédos települések: Alpignano, Druento, Givoletto, La Cassa, Pianezza és Val della Torre.